# Vanilla (forum dyskusyjne)
Vanilla – aplikacja internetowa udostępniona na licencji GNU GPL o funkcjonalności forum dyskusyjnego. Producentem programu jest Mark O'Sullivan. Vanilla wykorzystuje język PHP oraz bazę danych MySQL. Pierwsza wersja tego forum pojawiła się w roku 2005.